# عوز إنزيم كارنيتين بالميتويل ترانسفيراز 2
عوز إنزيم كارنيتين بالميتويل ترانسفيراز 2 هو اضطراب وراثي جيني استقلابي متنحي يتميز بوجود خلل إنزيمي يمنع الأحماض الدهنية طويلة السلسلة من الانتقال إلى المتقدرة لاستخدامها كمصدر للطاقة. يظهر الاضطراب بثلاثة أشكال سريرية: شكل مميت يظهر عند حديثي الولادة، شكل عضلي قلبي كبدي شديد عند الأطفال، والشكل الأخير هو الاعتلال العضلي عند البالغين.
أوّل من وصف شكل الاعتلال العضلي عند البالغين هو دي مارو في عام 1973، تحفّز الأنشطة البدنية الشاقة و / أو الفترات الطويلة دون طعام بدء هذا الشكل من المرض، والذي سيؤدي إلى إجهاد وألم شديد في العضلات، وهو الاضطراب الوراثي الأكثر شيوعًا لاستقلاب الدهون الذي يؤثر على العضلات الهيكلية عند البالغين، ويصيب الذكور بشكل أساسي. يعد نقص إنزيم كارنيتين بالميتويل ترانسفيراز 2 أيضًا السبب الأكثر شيوعًا لبيلة الميوغلوبين الوراثية.

## العلامات والأعراض
الأنواع الثلاثة الرئيسية لنقص الكارنيتين بالميتويل ترانسفيراز 2 مصنفة بحسب الأعراض الخاصة بالأنسجة وعمر بدء المرض. يعاني بعض المرضى الذين شُخّص إصابتهم بعوز كارنيتين بالميتويل ترانسفيراز 2 من طفرات غير معروفة و / أو جديدة تضعهم خارج هذه الفئات الثلاث بالرغم من أنهم مصابين بعوز كارنيتين بالميتويل ترانسفيراز 2.

### الشكل الذي يصيب حديثي الولادة
الشكل الذي يصيب حديثي الولادة هو الشكل السريري الأقل شيوعًا لهذا الاضطراب وهو قاتل دائمًا بشكل سريع بغض النظر عن التدخل. تظهر الأعراض بعد ساعات فقط من الولادة وحتى 4 أيام من الحياة. يعاني الأطفال حديثو الولادة المصابون عادةً من قصور تنفسي، وانخفاض نسبة السكر في الدم، ونوبات صرع، وضخامة كبد، وقصور كبد، وتضخم القلب مع عدم انتظام النبض مما يؤدي إلى السكتة القلبية. في معظم الحالات، يكون نمو الدماغ والكلى غير طبيعي، وأحيانًا يُشاهد ذلك أثناء الفحص بالموجات فوق الصوتية قبل الولادة. عادة لا يعيش الرضع المصابون بهذا الشكل أكثر من بضعة أشهر. ولوحظ إضافة لذلك وجود عيوب في الهجرة العصبية، والتي غالبًا ما تُنسب إليها أمراض الجهاز العصبي المركزي التي تحدث في سياق المرض.

### الشكل الطفلي
تبدأ عادة الأعراض في عمر بين 6 و24 شهرًا، ولكن كانت أغلب الحالات الموثقة عند الأطفال الذين تقل أعمارهم عن سنة واحدة. تشمل الأعراض والعلامات في الشكل الطفلي العديد من الأعضاء ويتميز بشكل أساسي بنقص السكر في الدم (نوبات متكررة لمستويات منخفضة بشكل غير طبيعي من منتجات تكسير الدهون وسكر الدم) والتي غالبًا ما تؤدي إلى فقدان الوعي وحدوث نوبات صرعية. يرتبط قصور الكبد الحاد وتضخم الكبد واعتلال العضلة القلبية أيضًا بالظهور الطفلي لهذا الاضطراب. تحدث النوبات بسبب الحمى أو العدوى أو الصيام. تُعزى بعض حالات متلازمة موت الرضع المفاجئ إلى عوز كارنيتين بالميتويل ترانسفيراز 2 عند تشريح الجثة.

### الشكل الذي يحدث عند البالغين
هذا الشكل العضلي الحصري هو العرض الظاهري الأكثر انتشارًا والأقل شدة لهذا الاضطراب. تشمل العلامات والأعراض المميزة انحلال الربيدات (انهيار ألياف العضلات والإفراز اللاحق للميوغلوبين)، بيلة عضلية، آلام عضلية متكررة وضعف. يتسبب إفراز الميوغلوبين في تحول لون البول إلى الأحمر أو البني، وهو مؤشر على حدوث تلف في الكلى والذي قد يؤدي في النهاية إلى الفشل الكلوي. عادة ما يزول ضعف العضلات وآلامها في غضون ساعات إلى أيام، ويبدو المرضى طبيعيين سريريًا في الفترات الفاصلة بين النوبات. غالبًا ما تكون الأعراض ناتجة عن ممارسة الرياضة، لكن الصيام أو اتباع نظام غذائي غني بالدهون أو التعرض لدرجات الحرارة الباردة أو الحرمان من النوم أو العدوى (خاصة الإصابات الفيروسية) قد تؤدي أيضًا إلى حدوث هذا الاعتلال العضلي. في عدد قليل من الحالات، يمكن أن تتفاقم شدة المرض بسبب ثلاث مضاعفات مهددة للحياة ناتجة عن انحلال الربيدات المستمر: الفشل الكلوي الحاد، والقصور التنفسي، واضطراب نظم القلب العرضي. قد تترافق الأشكال الشديدة بألم مستمر عند ممارسة أنشطة الحياة العادية. يختلف بدء ظهور الأعراض في هذا الشكل. يبدأ ظهور الأعراض عادة بين 6 و20 سنة من العمر ولكن سُجّلت بعض الحالات عند مرضى أعمارهم أقل من 8 أشهر وكذلك عند البالغين فوق سن الخمسين. حوالي 80% من الحالات المبلغ عنها حتى الآن كانت من الذكور.

## التشخيص
- القياس الطيفي الكتلي: طريقة سريعة وغير جراحية، تشير ذروة ملحوظة عند C16 إلى عوز كارنيتين بالميتويل ترانسفيراز 2.[4][5]
- الاختبارات الجينية واختبارات الناقل لتأكيد العوز باستخدام اختبار إنزيم الجلد. يمكن للمرأة الحامل أيضًا الخضوع للاختبار عن طريق بزل السلى.[6]
- دراسات النشاط الأنزيمي في الخلايا الليفية و / أو الخلايا الليمفاوية.
- النتائج المخبرية: معظم المرضى لديهم مستويات منخفضة من الكارنيتين الإجمالي والحر وارتفاع في نسبة (الأسيل كارنيتين:الكارنيتين الحر). غالبًا ما يكون لدى المرضى البالغين فحص مصل و / أو بول إيجابي لوجود الميوغلوبين والكرياتين كيناز المصلي ومستويات الترانس أميناز 20-400 مرة أعلى من المستويات الطبيعية أثناء النوبة. لوحظ وجود علامات الحماض الاستقلابي وارتفاع كبير في أمونيا الدم في حالات الأطفال وحديثي الولادة.[7][8]

## العلاج
يتضمن عادةً معيار الرعاية الموضوع من أجل علاج عوز إنزيم كارنيتين بالميتويل ترانسفيراز 2 قيودًا على النشاط الشاق لفترات طويلة والالتزام بالشروط التالية:
- يُعتبر ثلاثي بتانوين الأحماض الدهنية متوسطة السلسلة علاج فعال لعوز إنزيم كارنيتين بالميتويل ترانسفيراز 2 عند البالغين.
- تقييد تناول الدهون، وزيادة تناول الكربوهيدرات.[9]
- تجنب الصيام.
- زيادة تناول الغلوكوز أثناء العدوى لمنع التقويض.
- تجنب استخدام حمض الفالبرويك والإيبوبروفين والديازيبام والتخدير العام.[9]
- إجراء تعديلات في النظام الغذائي بما في ذلك استبدال الدهون ذات السلسلة الطويلة بالدهون الثلاثية متوسطة السلسلة المكملة بـ ل_كارنيتين.
- جدول وجبات صارم.[10]
- تجنب التمارين الشديدة.[10]